# Margaromma spatiosa
Margaromma spatiosa är en spindelart som beskrevs av George William Peckham och Elizabeth Maria Gifford Peckham 1907. Margaromma spatiosa ingår i släktet Margaromma och familjen hoppspindlar. Inga underarter finns listade i Catalogue of Life.